# Ley Julia
La Lex Iulia de civitates latinis et sociis danda fue introducida en el año 90 a. C. por el cónsul Lucio Julio César, que ofreció la ciudadanía romana a todos los habitantes de las ciudades itálicas que no hubieran tomado las armas contra Roma durante la guerra Social. Esta oferta, fue completada por otras dos leyes al año siguiente, una de ellas la Ley Plaucia Papiria, que contribuyeron notablemente a la pacificación final.